# Samuel Rosenthal
Samuel Rosenthal (Suwalki, Polonia, 7 de septiembre de 1837 - Neuilly-sur-Seine, Francia, 12 de septiembre de 1902), fue un ajedrecista polaco, nacionalizado francés.

## Biografía
Rosenthal estudió derecho, y se mudó desde Varsovia a París, durante la Revolución Polaca de 1864, tras el fracaso de la Revuelta de Enero. En París se convirtió en jugador y escritor de ajedrez profesional.
El historiador del ajedrez Edward Winter señaló que Rosenthal dedicó su vida al juego del ajedrez, viajando, escribiendo, enseñando, y analizando. A pesar de que participaba sólo ocasionalmente en torneos de primer nivel, consiguió victorias contra todos los mejores jugadores mundiales del momento (Anderssen, Blackburne, Chigorin, Mackenzie, Mason, Paulsen, Steinitz y Zukertort). Logró también mucho renombre como showman del ajedrez: dio muchas exhibiciones de simultáneas y de ajedrez a ciegas, produciendo invariablemente bellas partidas.

## Resultados destacados en competición
En 1864, perdió un encuentro contra Ignatz von Kolisch (+1 -7 = 0) en París. Ganó el campeonato del Café de la Régence los años 1865, 1866, y 1867 en París, y se convirtió en el mejor jugador de Francia. En 1867, fue 9.º en el Torneo de París 1867 (el campeón fue von Kolisch), y perdió un encuentro contra Gustav Neumann (+0 -5 = 6) en París. En 1869, perdió nuevamente dos encuentros contra Neumann (+1 -3 = 1) y (+2 -4 = 1). En julio de 1870, empató en los lugares 8.º-9.º en Baden-Baden (el campeón fue Adolf Anderssen).
Debido a la Guerra franco-prusiana de 1870 a 1871, Rosenthal se marchó a Londres. Allí, en 1870-1871, ganó un encuentro contra John Wisker (+3 -2 = 4).
En julio-agosto de 1873, fue 4.º, tras Wilhelm Steinitz, Joseph Henry Blackburne, y Anderssen, en Viena. En 1878, empató a los puestos 7.º-8.º en París (los campeones fueron Johannes Zukertort y Szymon Winawer). En 1880, ganó en París el primer Campeonato de ajedrez de Francia (por delante de Albert Clerc y Jules Arnous de Rivière). En 1880, perdió un encuentro contra Zukertort (+1 -7 = 11) en Londres. En 1883, fue 8.º en Londres (el campeón fue Zukertort). En 1887, empató en los lugares 5.º-7.º en Fráncfort (5.º Congreso de la DSB).

## Otras actividades relacionadas con el ajedrez
Los resultados de Rosenthal en competición se vieron siempre afectados por sus actividades periodísticas, y por la mala salud. Entre 1885 y 1902 publicó una columna de ajedrez en Le Monde Illustré, y también escribía para las publicaciones La Stratégie, La Vie Moderne y otras revistas de ajedrez francesas.

### Partidas destacadas
- Cecil De Vere vs Samuel Rosenthal, París 1867, Apertura inglesa, A20, 0-1
- Adolf Anderssen vs Samuel Rosenthal, Baden–Baden 1870, Apertura italiana, Gambito Evans, C51, 0-1
- Joseph Henry Blackburne vs Samuel Rosenthal, Viena 1873, Gambito de dama aceptado, D37, 0-1
- Samuel Rosenthal vs Henry Bird, París 1878, Defensa Francesa, C00, 1-0
- Wilhelm Steinitz vs Samuel Rosenthal, Londres 1883, Apertura Ruy Lopez, Defensa Berlinesa, C65, 0-1
- Szymon Winawer vs Samuel Rosenthal, Londres 1883, Apertura de álfil, Variante Boi, C23, 0-1

### Otros enlaces
- A Forgotten Showman (1999) artículo de Edward Winter)
- Rosenthal, Herman; Porter, A. (1901–1906), «Rosenthal, Samuel»,  en Singer, Isidore, ed., Enciclopedia judía 10, p. 481.
- Samuel Rosenthal en ChessGames.com
 [Consulta: 19 de junio de 2010]  (en inglés)
- Partidas de Samuel Rosenthal en «365chess.com». Consultado el 19 de junio de 2010.
- Estimación Elo de Samuel Rosenthal en «chessmetrics.com». Consultado el 19 de junio de 2010.

- Datos: Q948928
- Multimedia: Samuel Rosenthal / Q948928